# Larinus
Larinus är ett släkte av skalbaggar som beskrevs av Carl Johan Schönherr 1823. Larinus ingår i familjen vivlar.

## Bildgalleri

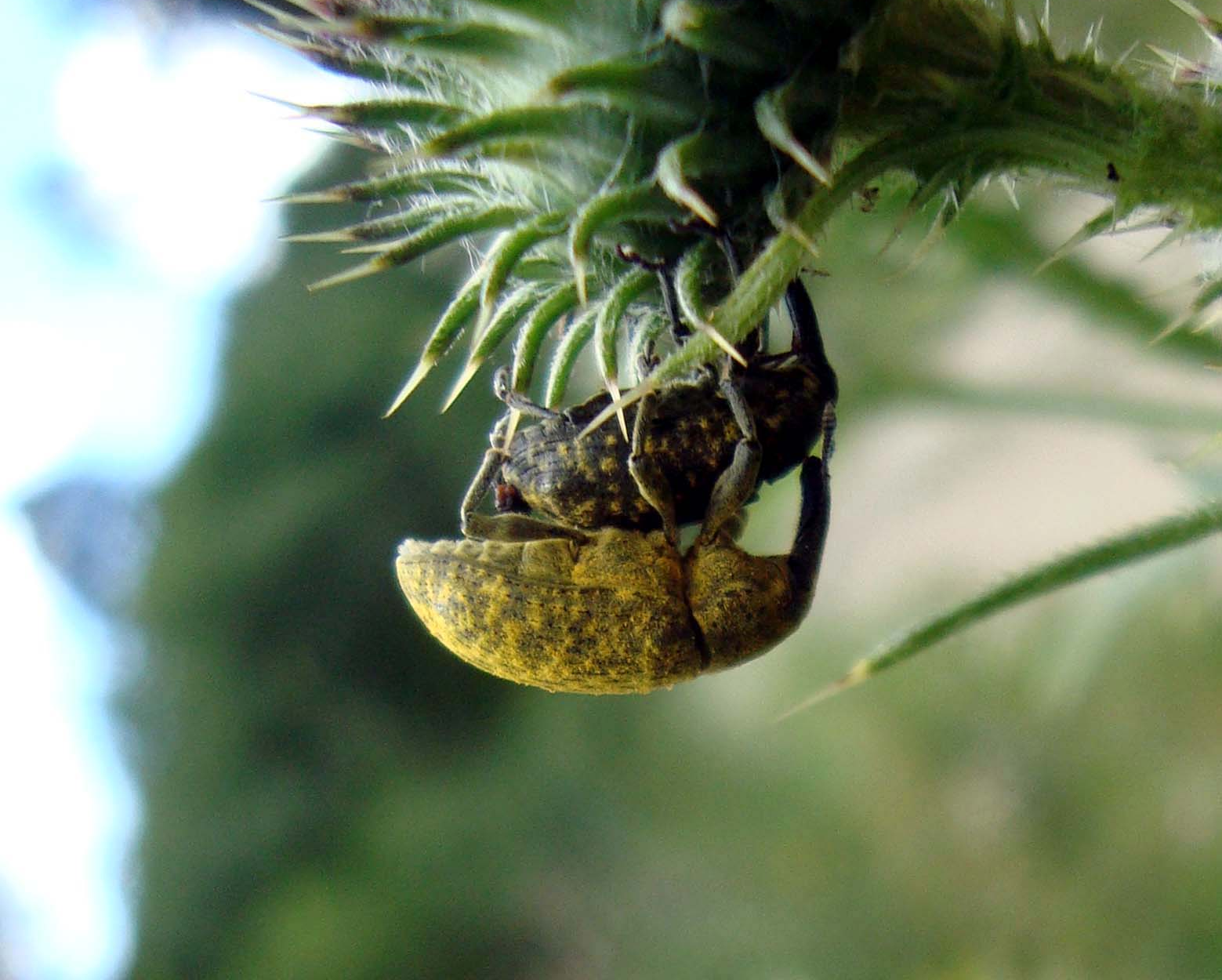
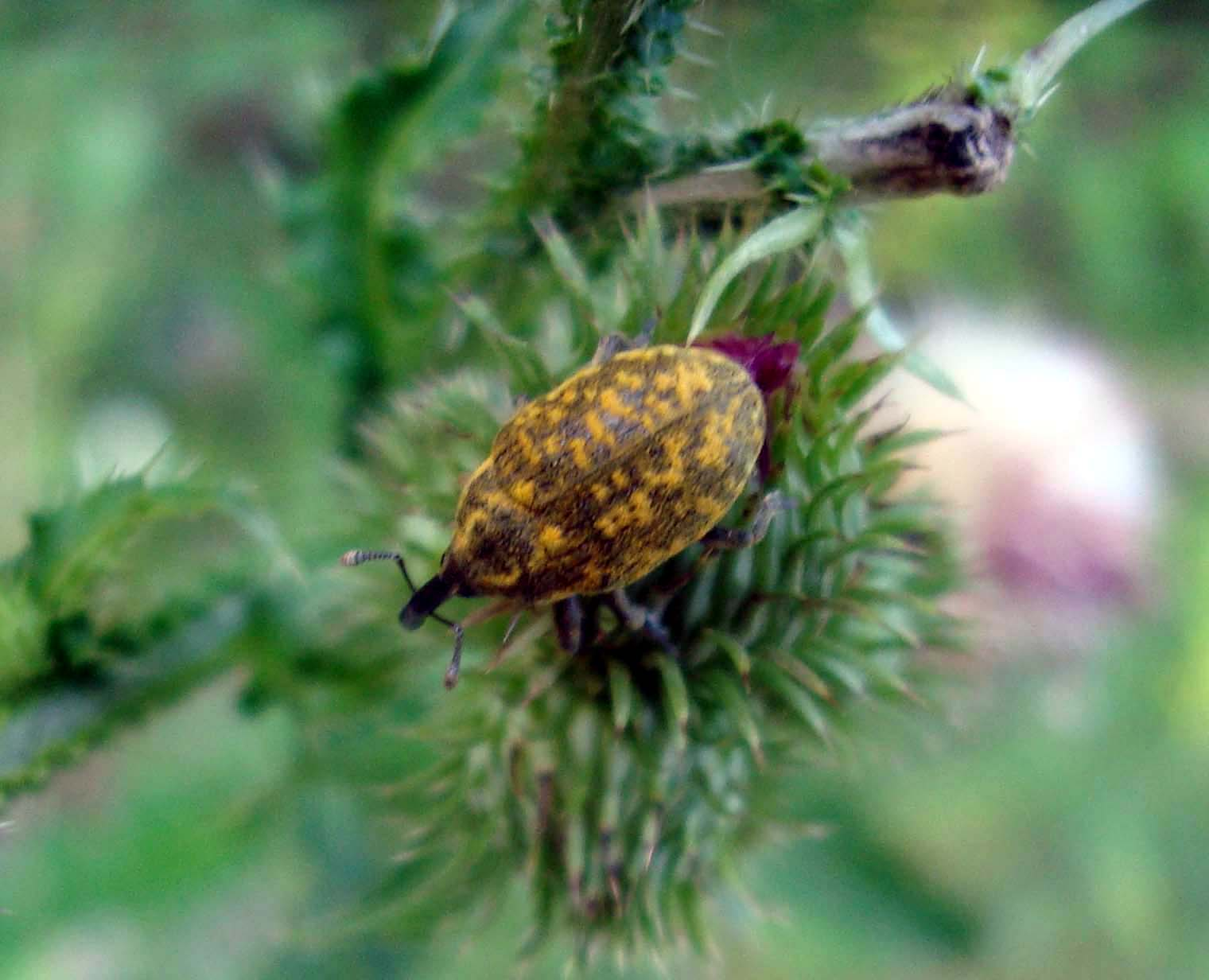

## Dottertaxa tillLarinus, i alfabetisk ordning[1][2]
- Larinus abyssinicus
- Larinus acanthiae
- Larinus adspersus
- Larinus afer
- Larinus albarius
- Larinus albicans
- Larinus bardes
- Larinus bardus
- Larinus basalis
- Larinus bicolor
- Larinus biguttatus
- Larinus bombycinus
- Larinus brevis
- Larinus buccinator
- Larinus byrrhinus
- Larinus caffer
- Larinus canescens
- Larinus cardopatii
- Larinus cardui
- Larinus carinifer
- Larinus carinirostris
- Larinus carlinae
- Larinus carthami
- Larinus centaurii
- Larinus chevrolatii
- Larinus cirsii
- Larinus clainpanaini
- Larinus cleonoides
- Larinus comatus
- Larinus congoanus
- Larinus conspersus
- Larinus costirostris
- Larinus criniger
- Larinus crinitus
- Larinus cuniculus
- Larinus cylindricus
- Larinus cynarae
- Larinus ferrugatus
- Larinus flavescens
- Larinus flavomaculatus
- Larinus foveicollis
- Larinus genei
- Larinus glabrirostris
- Larinus glaucus
- Larinus granicollis
- Larinus gravidus
- Larinus grisescens
- Larinus guttifer
- Larinus hedenborgi
- Larinus hercyniae
- Larinus hirtus
- Larinus hispanicus
- Larinus hololeucus
- Larinus iaceae
- Larinus idoneus
- Larinus immitis
- Larinus impressus
- Larinus inquinatus
- Larinus intermedius
- Larinus jaceae
- Larinus lindblomi
- Larinus lineatocollis
- Larinus lineatus
- Larinus lineola
- Larinus longirostris
- Larinus lynx
- Larinus maculatus
- Larinus maculosus
- Larinus madagassus
- Larinus maurus
- Larinus minutus
- Larinus mirei
- Larinus modestus
- Larinus morio
- Larinus mucoreus
- Larinus murinus
- Larinus nanus
- Larinus nubeculosus
- Larinus oblongus
- Larinus obtusus
- Larinus ocelliger
- Larinus ochreatus
- Larinus odontalgicus
- Larinus olsufievi
- Larinus onopordinis
- Larinus ornatus
- Larinus pacatus
- Larinus perbellus
- Larinus pilosus
- Larinus planus
- Larinus pollinis
- Larinus pseudovittatus
- Larinus pulverulentus
- Larinus pygmaeus
- Larinus reconditus
- Larinus risbeci
- Larinus roreus
- Larinus ruber
- Larinus rugicollis
- Larinus rusticanus
- Larinus scabrirostris
- Larinus scolymi
- Larinus scrobicollis
- Larinus senilis
- Larinus sericatus
- Larinus sibiricus
- Larinus siculus
- Larinus squalidus
- Larinus stellaris
- Larinus sturnus
- Larinus subcostatus
- Larinus sulphuratus
- Larinus sulphurifer
- Larinus syriacus
- Larinus teretirostris
- Larinus timidus
- Larinus tubicen
- Larinus tubicenus
- Larinus turbinatus
- Larinus ungulatus
- Larinus ursus
- Larinus vetula
- Larinus villosus
- Larinus virescens
- Larinus vitellinus
- Larinus vulpes[3].